# Bernard J. Durning
Bernard J. Durning, nome completo Bernard Joseph Durning (New York, 24 agosto 1892 – New York, 29 agosto 1923), è stato un regista e attore statunitense del cinema muto, morto a soli trentun anni per avere contratto il tifo.
Era sposato con l'attrice Shirley Mason.

## Filmografia

### Regista
- The Wall Invisible - cortometraggio (1918)
- The Unwritten Code (1919)
- Partners of Fate (1921)
- The One-Man Trail (1921)
- Straight from the Shoulder (1921)
- To a Finish (1921)
- The Primal Law (1921)
- The Devil Within (1921)
- Iron to Gold (1922)
- Strange Idols (1922)
- Oath-Bound (1922)
- The Fast Mail (1922)
- The Yosemite Trail (1922)
- Il giogo (While Justice Waits) (1922)
- L'undecima ora (The Eleventh Hour) (1923)

### Attore
- Blackie's Redemption, regia di John Ince (1919)
- When Bearcat Went Dry, regia di Oliver L. Sellers (1919)
- The Gift Supreme, regia di Oliver L. Sellers (1920)
- Seeds of Vengeance, regia di Oliver L. Sellers (1920)
- The Scoffer, regia di Allan Dwan (1920)
- Diane of Star Hollow, regia di Oliver L. Sellers (1921)
- The Devil Within, regia di Bernard J. Durning (1921)

### Sceneggiatore
- The Unwritten Code, regia di Bernard J. Durning (1919)